# Francis Durbridge

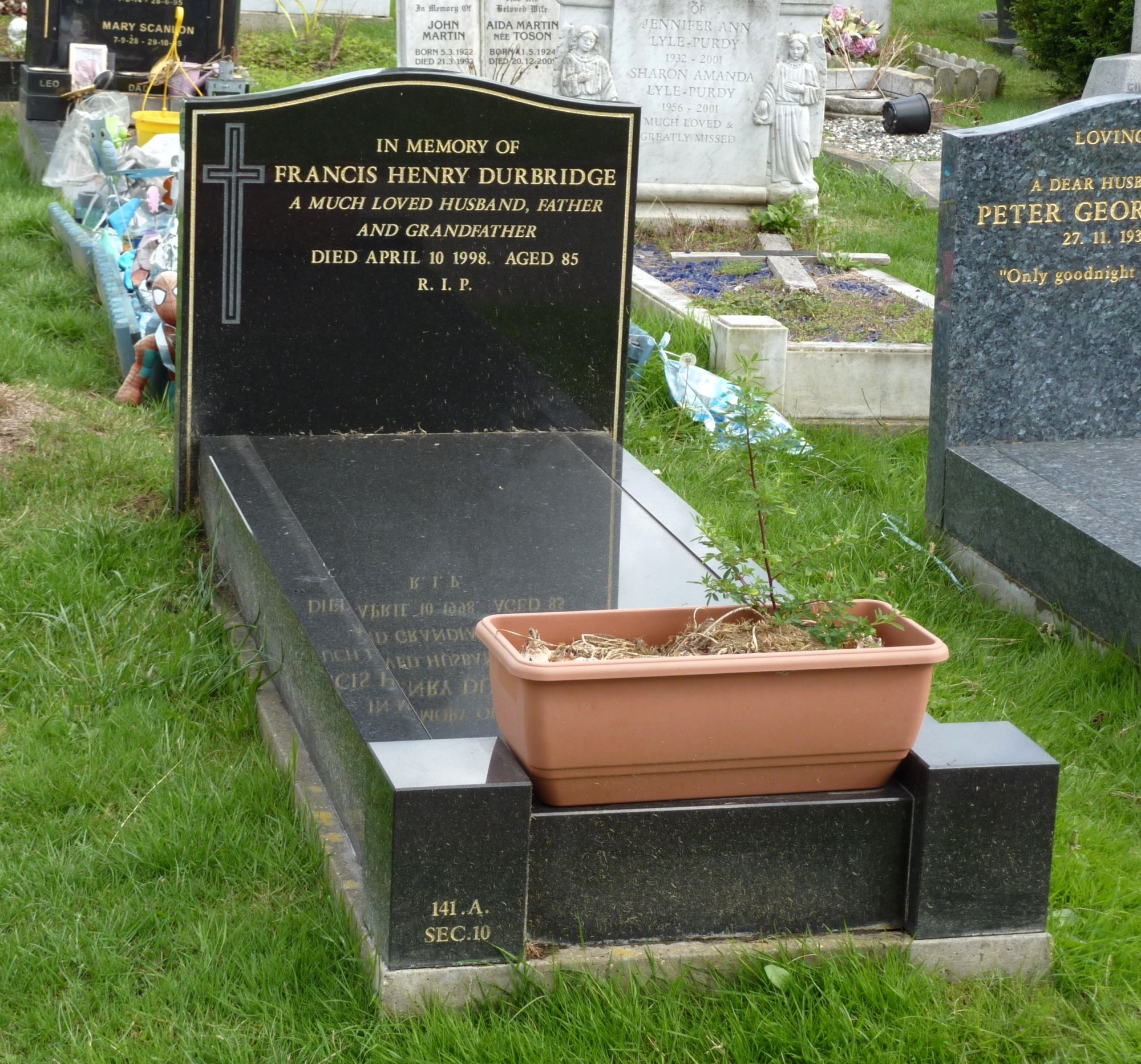
Grób Francisa Durbridge’a na Putney Vale Cemetery w Londynie

Francis Henry Durbridge (ur. 25 listopada 1912 w Kingston upon Hull, zm. 11 kwietnia 1998 w Londynie) – angielski pisarz, autor powieści, słuchowisk i seriali sensacyjnych.

## Życiorys
Urodził się 25 listopada 1912 r. w Kingston upon Hull. Uczęszczał do Bradford Grammar School, gdzie do pisarstwa zachęcał go nauczyciel angielskiego. Studiował anglistykę na Birmingham University, uzyskując dyplom w 1933 r. Jeszcze jako student został autorem słuchowiska Promotion (1933) nadawanego przez BBC. Po studiach pracował początkowo jako makler, a jednocześnie pisał i sprzedawał swoje utwory do radia, ale wkrótce potem zajął się wyłącznie pisarstwem.
W wieku 26 lat stworzył postać Paula Temple, który był pisarzem kryminałów i detektywem amatorem. Jego pierwsza powieść Send for Paul Temple (1938), napisana wraz z Johnem Thewesem (prawdopodobnie pseudonim Charlesa Hattona), była adaptacją serialu radiowego. Jeszcze przed stworzeniem tej serii, która przyniosła mu popularność, Durbridge pisał różne sztuki i skecze dla BBC. Od 1938 r. współpracował nad serią o Temple’u ze scenarzystą słuchowisk Charlesem Hattonem. Przez lata w tytułowego bohatera wcielali się Hugh Morton, Carl Bernard, Richard Williams, Barry Morse, Howard Marion Crawford, Kim Peacock i Peter Coke. Początkowo audycjom towarzyszyła suita symfoniczna Nikołaja Rimskiego-Korsakowa Scheherazade, a potem Coronation Scot Vivian Ellis. Łącznie powstało 21 sześcio- i ośmioodcinkowych słuchowisk, przy czym ostatnie w 1968 r. Ponadto Durbridge stworzył dla BBC w latach 1952–1980 17 seriali telewizyjnych Jego słuchowiska cieszyły się dużą popularnością, a ich adaptacje realizowano m.in. w Niemczech, Francji i Włoszech, zaś cztery z nich zostały zekranizowane przez Macleana Rogersa. W latach 60. XX w. Durbridge stworzył na potrzeby telewizji nową postać tajnego agenta Tima Frazera, która pojawiła się także w trzech książkach. Współautorami tej serii byli Clive Exton, Charles Hatton i Barry Thomas. W latach 1971–1993 Durbridge pisał sztuki teatralne, które wystawiano w Wielkiej Brytanii i Niemczech, a trzy z nich także na West Endzie.
W Polsce jego powieści znane są z adaptacji w Teatrze Sensacji „Kobra”.
W 1940 r. poślubił Norah Elizabeth Lawley. W związku tym urodzili się dwaj synowie: Nicholas i Stephen.
Zmarł 11 kwietnia 1998 r. w Londynie.